# Foued Kadir
Foued Kadir - em árabe, فؤاد قادر (Martigues, 5 de dezembro de 1983) - é um futebolista franco-argelino que atua como meio-campista. Atualmente, defende o Real Betis.

## Carreira
Kadir representou o elenco da Seleção Argelina de Futebol no Campeonato Africano das Nações de 2013.